# 접시꽃
접시꽃(Alcea rosea)은 아시아 중국·시리아가 원산지이며 4m까지 자란다. 심장 모양인 잎은 크고 솜털이 났으며, 가장자리가 여러 갈래로 갈라지고 톱니가 있다. 줄기 밑부분에는 여러 장 겹쳐진 잎들이 땅 표면과 거의 닿게 방사상으로 나와 있다. 꽃은 여름에 핀다. 접시꽃은 주로 울타리나 담을 따라서 심는다. 꽃은 둥글고 넓은 접시 모양이다. 꽃 색깔은 다양해서 흰색, 노란색, 분홍빛이 섞인 붉은색, 자주색 따위를 띤다. 여러 접시꽃 변종은 대부분 여러해살이식물로 심은 지 2년째 되는 해에 꽃이 핀다. 관상용으로 많이 심으며, 꽃·뿌리는 약용으로 쓴다.

## 같이 보기
- 무궁화
- 촉규화